# Sanpei Shirato
Sanpei Shirato  (白土 三平?, Shirato Sanpei), pseudonimo di Noboru Okamoto (岡本 登?, Okamoto Noboru; Tokyo, 15 febbraio 1932 – Tokyo, 8 ottobre 2021), è stato un fumettista giapponese.

## Biografia
Nacque a Tokyo il 15 febbraio 1932. Figlio del pittore Otamoko Toki, Shirato iniziò la carriera artistica molto presto, appena terminata l'istruzione media. La sua prima attività fu quella di disegnatore nei kamishibai, una specie di teatrini di strada che prevedevano la realizzazione di disegni su fogli di carta spessi che accompagnavano il racconto orale della vicenda narrata. Si trattava di una forma di intrattenimento piuttosto diffusa, prima dell'avvento della televisione: a quel punto, Shirato decise di cambiare rotta e di intraprendere la professione di mangaka.
Avverso all'omologazione che il mercato tradizionale imponeva ai lavori in commercio, così come alla necessità di attenuare la portata comunicativa delle sue storie nell'ottica di una censura necessaria ad una maggior vendita, Shirato rifiutò a lungo di commercializzare i propri lavori attraverso le grandi case editrici, ripiegando sul sistema del kashihon, qualcosa di simile ad un prestito bibliotecario che si poteva ottenere previa modicissima spesa. Quasi tutte le sue opere, in primis e soprattutto quelle più famose (Ninja Bugeicho, Kamui Den, Kamui Gaiden) si diffusero inizialmente tramite questo sistema: non raggiungendo mai un pubblico estesissimo, quindi, ma un pubblico fedelissimo e affezionato sì.
Fin dai suoi primi lavori, Sanpei Shirato esplorò in modo realistico l'universo dei ninja, specialmente nel Giappone medioevale: non per niente il suo primo successo (pubblicato tra 1959 e 1962), si intitola Ninja Bugeichō Kagemaru Den ovvero, tradotto alla buona, "L'apprendistato di un ninja, la leggenda di Kagemaru". Quest'opera, inedita in Italia fino al febbraio 2012, divenne un grande successo anche e soprattutto per i suoi contenuti ideologici: era infatti una delle letture più diffuse all'interno dei movimenti studenteschi che, tra gli anni sessanta e settanta, scuotono la coscienza civile del Giappone. Questo modo di raccontare pregno di significati e dotato di una lettura ben precisa - seppur mascherata - delle vicende contemporanee è uno dei marchi di fabbrica della poetica di Shirato e lo ritroviamo praticamente ovunque nella sua restante produzione (per lo più improntata su lavori di genere analogo, ma non solo), avvicinando l'autore al genere di cui è divenuto maestro indiscusso, il gekiga.
Il maestro fondò poi una società propria, la Akame Production, attraverso la quale tutt'oggi continuò a realizzare e a completare i propri racconti.

## Carriera
La produzione di Shirato è davvero sterminata, contando che moltissime sono le storie brevi accanto a quelle di più ampio respiro. Quasi tutto ciò che il maestro ha realizzato, però, è misconosciuto al di fuori dei confini del Giappone, e questo vale soprattutto per la parte occidentale del mondo e per l'Italia: per questo motivo le informazioni riguardo ai titoli, anche di quelli di maggior rilievo, sono spesso frammentarie e sommarie.
In generale, è innegabile che la figura del ninja sia predominante. Shirato ne offre un'interpretazione che si discosta da quella maggiormente diffusa (soprattutto negli anni settanta) e che alternava magia e poteri al limite del sovrannaturale a prestazioni erotiche e pruriginose: il mondo dei suoi ninja serve come scenario violento e opprimente per un'analisi crudele ma attenta dei problemi sociali e morali del Giappone contemporaneo. Essi possono incarnare ideali, sia positivi sia negativi, oppure l'animo umano nelle sue contraddizioni, ma è raro che Shirato li dipinga al di fuori di un realismo spesso dai tratti agghiaccianti.
Tra le opere ambientate nel mondo dei ninja, ricordiamo tra le più importanti Ninja Bugeichō, Kaze no Ishimaru, Sasuke, Watari e soprattutto il capolavoro del maestro, la lunga saga di Kamui.
Ninja Bugeicho racconta le vicende dei contadini che si oppongono allo sfruttamento e alle trame dei vari daimyo locali in quel periodo tormentato e turbolento che è passato alla storia come epoca Sengoku. A guidare la loro resistenza è il ninja Kagemaru, capo del clan di Kage. L'apporto ideologico che impregna la narrazione è evidente, così come è evidente - e in qualche modo unica, considerando il resto della produzione che seguirà - la visione ottimistica del futuro: sebbene i toni dell'opera siano spesso cupi e brutali, il suo epilogo - per quanto triste - si apre alla speranza di un domani migliore che è possibile realizzare attraverso la lotta comune.
Del tutto assente questo barlume di speranza, invece, è nella saga più che decennale dedicata a Kamui: la storia del ragazzo che, per sfuggire alla discriminazione sociale, cerca rivalsa diventando ninja e poi, avendo compreso la reale natura sanguinaria e opprimente di quella vita, fugge dal clan attirandosi una vendetta implacabile, è suddivisa in due grossi blocchi, ognuno dei quali dedicato ad un segmento della sua vita. Kamui Den racconta ciò che accade dall'infanzia di Kamui fino alla sua decisione di ribellarsi; Kamui Gaiden, invece, descrive le peripezie della sua continua fuga. Ma non v'è ideologia positiva tra le sue pagine, solo un amarissimo ripiegamento, un rifiuto nei confronti di una società gretta, meschina e prevaricatrice, accompagnato dallo straziante bisogno di provare fiducia nel prossimo che però viene costantemente tradito. Kamui, diversamente da Kagemaru, non incarna un ideale di lotta positivo che si impegna a combattere il male; Kamui è semplicemente consapevole della mancanza di vie d'uscita, e tuttavia non riesce a liberarsi dalla speranza di trovare pace da qualche parte, un giorno, benché tale speranza si configuri di fatto come un'ottusa illusione, come una chimera manovrata dal più bestiale istinto di sopravvivenza.
Di meno si può dire sulle altre serie menzionate. Kaze no Ishimaru ebbe notevolissimo successo in Giappone, ma a dispetto di questo le informazioni in merito sono scarsissime: a grandi linee, la trama riguarda Ishimaru, un ninja incaricato di difendere una preziosa sfera dalle mani degli uomini di Tokugawa, decisi a tutto pur di rubarla perché chiave di un pericoloso segreto. Watari invece descrive una guerra tra clan di ninja, fomentata da un crudele daimyo contro il quale il ragazzino protagonista e suo nonno combatteranno. Quanto a Sasuke, abbiamo di nuovo un protagonista molto giovane che, assieme al padre Ozaru, è costretto a sfuggire alla persecuzione del suo clan da parte dei ninja al soldo di Tokugawa. L'accuratezza storica (come sempre, nelle opere di Shirato) è precisissima, e ricorrono molte figure realmente esistite, anche se comunque il manga si regge più che altro sugli sforzi di Sasuke di crescere come ninja e come uomo.
Tutte queste opere hanno avuto un successo sufficiente a garantire loro una versione animata o cinematografica che le immortalasse. A Kagemaru e ai suoi ninja venne dedicato un film diretto nel 1967 da Nagisa Oshima; Kaze no Ishizaru divenne una serie animata (sebbene fortemente rimaneggiata nei contenuti) dal titolo Shonen ninja kaze no Fujimaru (1964). Anche Sasuke e Kamui vennero animati, rispettivamente nel 1968 e nel 1969, e furono le uniche due serie che giunsero anche in Italia (i titoli delle versioni doppiate sono Sasuke - Il piccolo ninja e L'invincibile Ninja Kamui). Watari invece venne trasformato in un film prodotto dalla Disney e diffuso anche in Italia, col titolo Watari, ragazzo prodigio.
Non solo di ninja, però, è costellata la produzione di Shirato: andiamo dalle opere di carattere mitologico e fiabesco (Shinwa Densetsu Series), a quelle dedicate all'universo femminile (Nyoboshi Series), dal naturalistico Seton Dobutsuki allo shojo (Kieyuku Shojo). Tra le opere minori conviene ricordare anche Akame - The red eyes, che (unico lavoro, a parte Kagemaru Den e una porzione di Kamui Gaiden) è stata tradotta e pubblicata in italiano.
Il nome di Sanpei Mihira è un omaggio a Shirato, autore fondamentale per il percorso artistico di Takao Yaguchi.

## Stile
Da un punto di vista grafico, lo stile di Sanpei Shirato, influenzato dalla pittura del padre, risulta diverso dal quello del maggiore autore a lui contemporaneo, ovvero Osamu Tezuka. Questi aveva uno stile ancora "disneyano", ovvero molto tondeggiante, mentre Shirato partorisce un tratto ruvido e adulto, apparentemente grezzo ma conforme alle tematiche trattate. Realismo innanzitutto, questo era il motto non solo suo, ma in generale degli autori di gekiga. Shirato mostra però subito un'irresistibile capacità di resa della dinamicità: le sue tavole e il suo tratto agile - forse grazie all'esperienza accumulata con la pratica del kamishibai - creano spesso l'illusione cinetica. Scenari ariosi e corpi plastici contribuiscono non poco a rendere perfettamente l'idea del movimento, come pochi altri autori sono in grado di fare.
Per quanto concerne i temi, come detto, Shirato si dedica quasi esclusivamente al mondo dei ninja. Le storie di Sanpei Shirato narrano ingiustizie e prevaricazioni sociali, in auge tanto nel Medioevo quanto ai giorni in cui scriveva. Accanto a questa produzione maggioritaria, comunque, trovavano spazio anche temi naturalistici e attinti dall'universo del mito e della fiaba.

## Opere
- Kieyuku Shōjo (消え行く少女?); 1959
- Ninja Sempū (忍者旋風?); 1959-1966
- Ninja Bugeichō: Kagemaru Den (忍者武芸帳・影丸伝?); 1959-1962
- Seton Dōbutsuki (シートン動物記?); 1961-1964
- Sasuke, il piccolo ninja (サスケ?, Sasuke); 1961-1966
- Kamui Den (カムイ伝?); 1964-1971
- Watari (ワタリ?); 1965-1966
- Kamui Gaiden (カムイ外伝?); 1965-1967
- Shinwa Densetsu (神話伝説?); 1974-1980
- Josei (女星?); 1979-1981
- Kamui Gaiden: Dai-ni-bu (カムイ外伝 第二部?); 1982-1987
- Kamui Den: Dai-ni-bu (カムイ伝 第二部?); 1988-2000